# Lefagaoaliʻi
Lefagaoaliʻi ist ein Dorf an der zentralen Nordküste von Savaiʻi in Samoa. Das Dorf gehört zum Wahlbezirk Gagaʻifomauga 2. 2016 wurden 485 Einwohner gezählt.

## Geographie
Die Siedlung liegt auf einer schmalen Landzunge, welche sich von Osten in die Safune Bay schiebt. Auf der Nordseite ist das offene Meer und im Süden befindet sich eine Mangroven-Lagune, die am Westende der Landzunge eine Öffnung zum Meer hat. Die Hauptverkehrsstraß0e der Insel führt im Osten am Dorf vorbei. Dort erhebt sich auch ein steiler Hügel. Am Fuß der Klippen und am Meeresufer gibt es Süßwasserquellen, die der Wasserversorgung dienen.
Im Osten von Lefagaoaliʻi sind die Dörfer Samauga und Safotu. Im Süden und nach Westen erstreckt sich Safune, Faletagaloa und Sasina.
Am Riff vor der Küste gibt es Möglichkeiten zum Surfen.